# Hans Bauer (futebolista)
Hans Bauer (Munique, 28 de julho de 1927 — Munique, 31 de outubro de 1997) foi um futebolista alemão-ocidental.  
Jogou na posição de zagueiro e defendeu em sua carreira as equipes do Wacker München e principalmente o Bayern de Munique.
Pela Seleção da Alemanha Ocidental, integrou o elenco campeão de seu país na Copa do Mundo de 1954, atuando em duas partidas.